# Korteafstandsradio
Korteafstandsradio soms ook KAR genoemd, is een systeem dat verkeerslichten beïnvloedt met een radiosignaal. Het KAR-systeem werd in 2005 in gebruik genomen door Nederland en België en kan worden beschouwd als een draadloze variant van VETAG/VECOM, systemen die verkeerslichten beïnvloeden met behulp van detectielussen in de weg. Een belangrijk voordeel ten opzichte van die systemen is juist het ontbreken van de detectielussen, die duur zijn om te vervangen en te wijzigen. Dit maakt het relatief eenvoudig om ook in omleidingssituaties prioriteit te geven bij verkeerslichten.
Het KAR-systeem in Nederland zou naar verwachting in 2030 volledig zijn vervangen naar een nieuw systeem Talking Traffic.

## Nederland
Korteafstandsradio (KAR) is in Nederland begin jaren 00 bij enkele projecten ingevoerd, zoals bij de stadsbus Maastricht (SBM-Veolia Transport) en bij de Zuidtangent en later in de Achterhoek tussen Doetinchem en Gendringen, in Apeldoorn en bij Sabimos in Twente. In 2009 is het KAR systeem ook in heel Overijssel in gebruik genomen en is het VETAG systeem uitgeschakeld.
In Nederland is er voor KAR een landelijke communicatiestandaard vastgesteld en wordt het op veel plaatsen in Nederland gebruikt voor het openbaar vervoer en voor nood- en hulpdiensten, waaronder politie, brandweer en ambulance.
In Nederland is het strafbaar om het systeem te hacken en zodoende onbevoegde toegang te verschaffen tot het systeem.
In 2024 werd een beveiligingslek gevonden in het systeem, dat naar verwachting jaren zou gaan duren om te repareren.

## België
In België is het in gebruik op de Kusttramlijn.
Sinds 2021 wordt het systeem gebruikt voor de trams in Gent.